# Stewart McKimmie
Stewart McKimmie (født 27. oktober 1962 i Aberdeen, Skotland) er en tidligere skotsk fodboldspiller, der spillede som højre back. Han var på klubplan tilknyttet Dundee F.C., Aberdeen og Dundee United i hjemlandet, længst tid hos Aberdeen, hvor han var på kontrakt i 14 sæsoner. Med Aberdeen vandt han adskillige titler, blandt andet det skotske mesterskab i både 1984 og 1985. 
McKimmie blev desuden noteret for 40 kampe og én scoring for Skotlands landshold. Han deltog ved VM i 1990, EM i 1992 og EM i 1996.

## Titler
Skotsk Premier League
- 1984 og 1985 med Aberdeen F.C.

Skotsk FA Cup
- 1984, 1986 og 1990 med Aberdeen F.C.

Skotsk Liga Cup
- 1985, 1989 og 1995 med Aberdeen F.C.

UEFA Super Cup
- 1982 med Aberdeen F.C.